# Acquedotto Nottolini

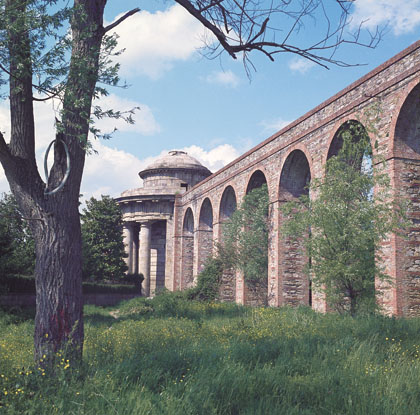
L'acquedotto del Nottolini, particolare del tempietto di San Concordio

L'acquedotto Lorenzo Nottolini è un acquedotto di stile neoclassico situato a Lucca e realizzato dall'architetto lucchese Lorenzo Nottolini.

## Storia
In epoca romana esisteva forse a Lucca un acquedotto sotterraneo, che partendo dalla zona di Moriano alimentava alcune fontane all'interno delle mura lucchesi. Col passare del tempo tali fonti andarono perdute. Per secoli la città di Lucca si servì dei pozzi, a volte facilitando l'approvvigionamento da essi con interessanti accorgimenti.
Nel periodo illuminista si fece strada la convinzione di dover costruire, per motivi di igiene, un acquedotto. Nel 1732, Giuseppe Natalini fece uno studio per attingere l'acqua da Badia di Cantignano ma, nel 1763 fu deciso di prelevarla dai monti sovrastanti Guamo. I lavori però non presero mai realmente il via.
Solo nel 1822, Maria Luisa di Borbone, duchessa di Lucca, deliberò la costruzione dell'acquedotto. I lavori iniziarono nel 1822 e durarono sino al 1833 a causa di alcune interruzioni. Fu incaricato di tale compito il regio architetto Lorenzo Nottolini.
Oggi l'acquedotto è ancora architettonicamente integro (salvo nel tratto attraversato dall'autostrada A11), ma non è più utilizzato come mezzo di approvvigionamento idrico. La sua attuale salvaguardia è effettuata a scopo monumentale. Da diversi anni il degrado, specialmente nel tempietto a S.Concordio, l'edificio che raccorda la parte aerea con quella sotterranea dell'acquedotto, è la condizione principale. Nelle stesse condizioni anche il tempietto di Guamo. Le antiche opere di presa e di filtraggio hanno bisogno urgente di essere restaurate.

L'acquedotto del Nottolini

## Percorso

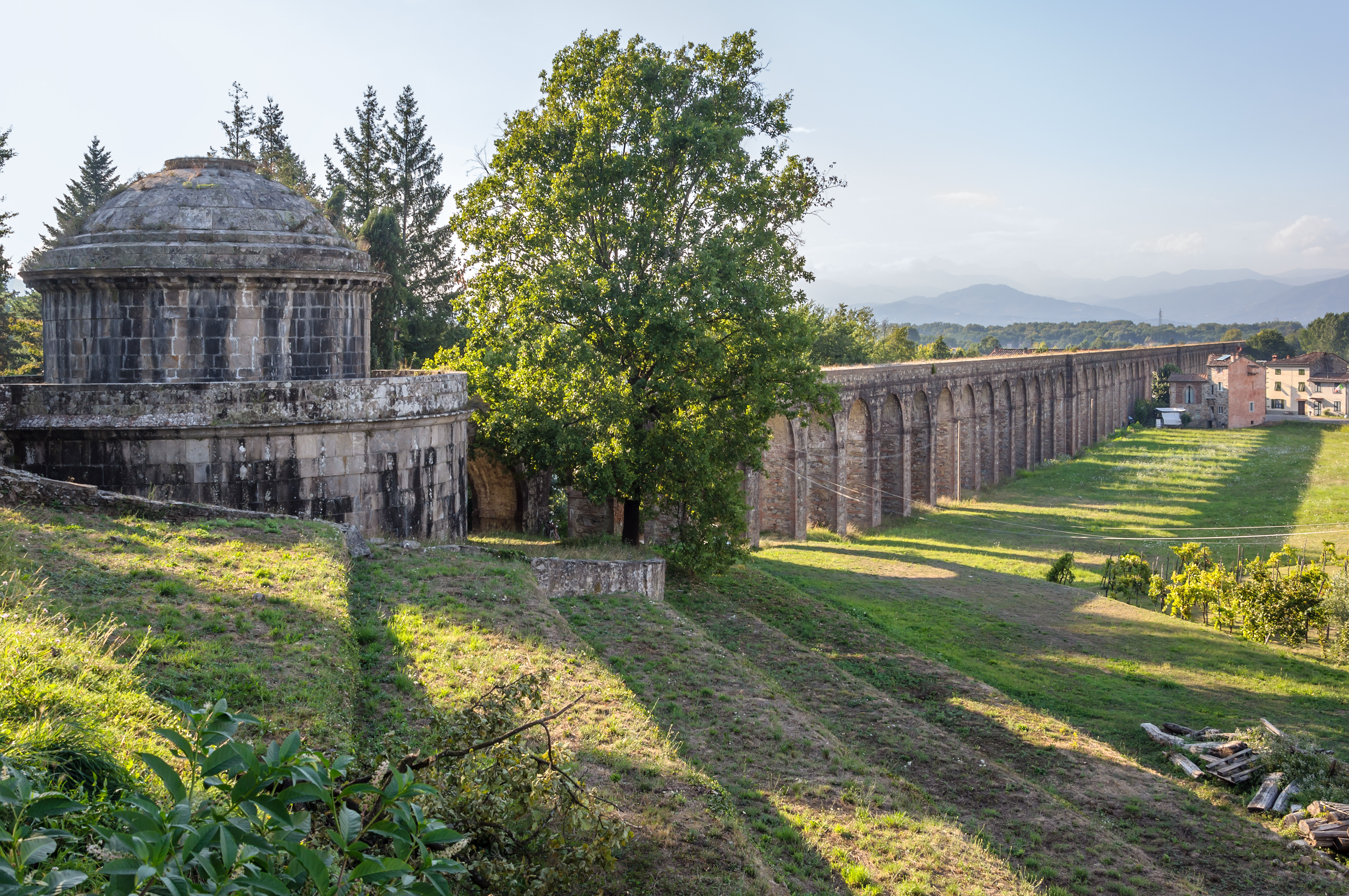
Il tempietto-cisterna di Guamo (1823-1825) e i primi archi dell'Acquedotto del Nottolini

Secondo il progetto di Lorenzo Nottolini, l'acqua prelevata da circa 18 fonti purissime della Serra Vespaiata, del Rio San Quirico e del Rio della Valle, veniva convogliata nel Tempietto di Guamo, edificio a pianta circolare in stile neoclassico dorico. Da qui veniva ulteriormente depurata e resa limpida mediante il passaggio successivo da ghiaie e sassi, nonché l'attraversamento di molte buche e sbarrature utilizzate per depositare ulteriormente le impurità. La sorgente Serra Vespaiata viene chiamata "Alle parole d'oro" perché i contadini scambiarono per oro le lettere d'ottone che ricoprivano alcune scritture sull'acquedotto.
Le condotte si sviluppano per 3,2 chilometri su una struttura alta circa 12 metri e sostenuta da 460 archi in mattoni e muratura che sostengono, sulla sommità, due canali per le acque. Nottolini realizzò due diverse vie per l'acqua, a seconda della loro provenienza: le acque di sorgente furono inviate mediante una via privilegiata alle numerose fonti pubbliche e private di Lucca, mentre le acque di San Quirico e della Valle, andarono ad alimentare le fontane monumentali della città. Nottolini dunque destinò l'acqua diversamente a seconda della sua qualità, privilegiando le acque più pure per gli usi potabili.

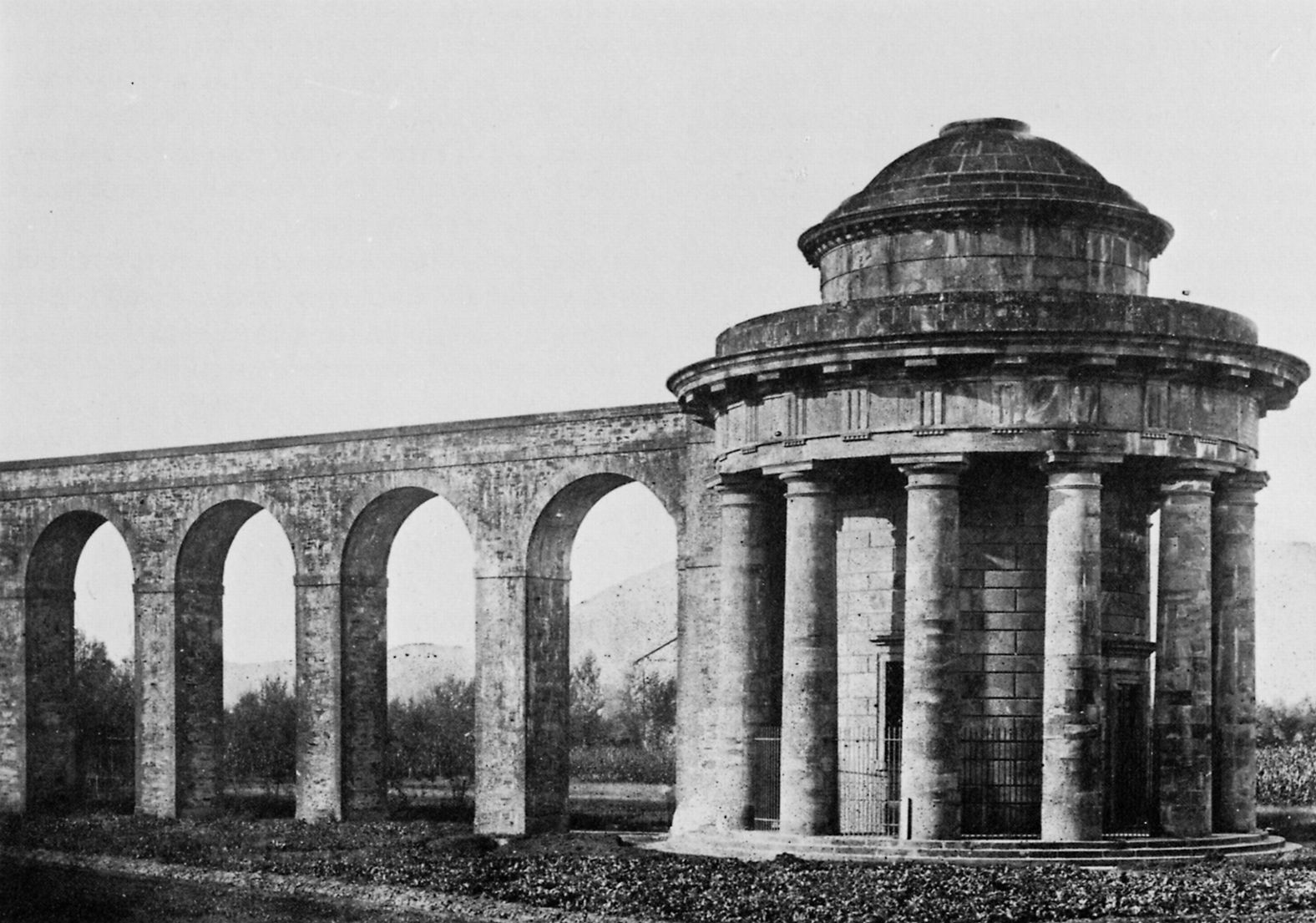
Il tempietto-cisterna di San Concordio, alle porte di Lucca. Foto Alinari tra il 1876 e il 1881

Ogni diciassette archi Nottolini inserì un contrafforte sia per funzioni decorative che strutturali. Nel corso del Novecento, 6 archi sono stati abbattuti, interrompendo la linea dell'acquedotto in modo da consentire il passaggio della autostrada A11 tra i caselli di Lucca e Capannori.
Inizialmente l'acquedotto avrebbe dovuto portare le acque direttamente all'interno delle Mura di Lucca, ma Nottolini modificò il progetto iniziale eliminando le 46 arcate finali verso il Baluardo San Colombano, per non compromettere l'integrità architettonica delle mura stesse.
L'acquedotto dunque termina nel Tempietto di San Concordio che è in realtà una cisterna costruita dal 1823 al 1825: si tratta di un edificio a pianta circolare in stile neoclassico dorico, dove si raccoglieva l'acqua in una vasca doppia di marmo. Da qui l'acqua veniva forzata mediante possenti tubi metallici verso la città di Lucca dove alimentava il complicato sistema di fontane passando sotto il Baluardo San Colombano. In particolare, Nottolini progettò per la cisterna un complesso sistema mobile per preservare i tubi di ferro dalla rottura dovuta alla dilatazione termica.

## L'interruzione dell'acquedotto

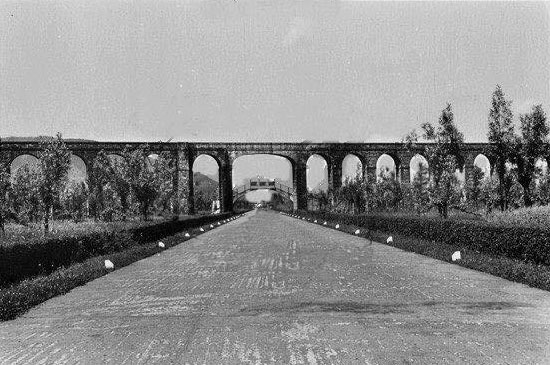
L'acquedotto come appariva prima che venisse distrutto dall'esercito nazista

Durante l'epoca fascista, negli anni tra il 1928 ed il 1932 fu realizzata l'autostrada A11 nel tratto che collega Firenze a Pisa. Si rese necessario che il percorso della autostrada passasse attraverso l'acquedotto, per cui venne rimossa una delle arcate e fu ristabilito il passaggio delle acque canalizzate realizzando un arco completamente nuovo e difforme rispetto agli altri. L'autostrada allora era costituita da una sola corsia di circa otto metri di larghezza e dunque la rimozione di un solo pilastro fu sufficiente a consentire il passaggio della A11. Nel 1944, durante la ritirata, le truppe tedesche fecero brillare l’acquedotto per interrompere l’autostrada e rallentare l’avanzata delle truppe alleate.

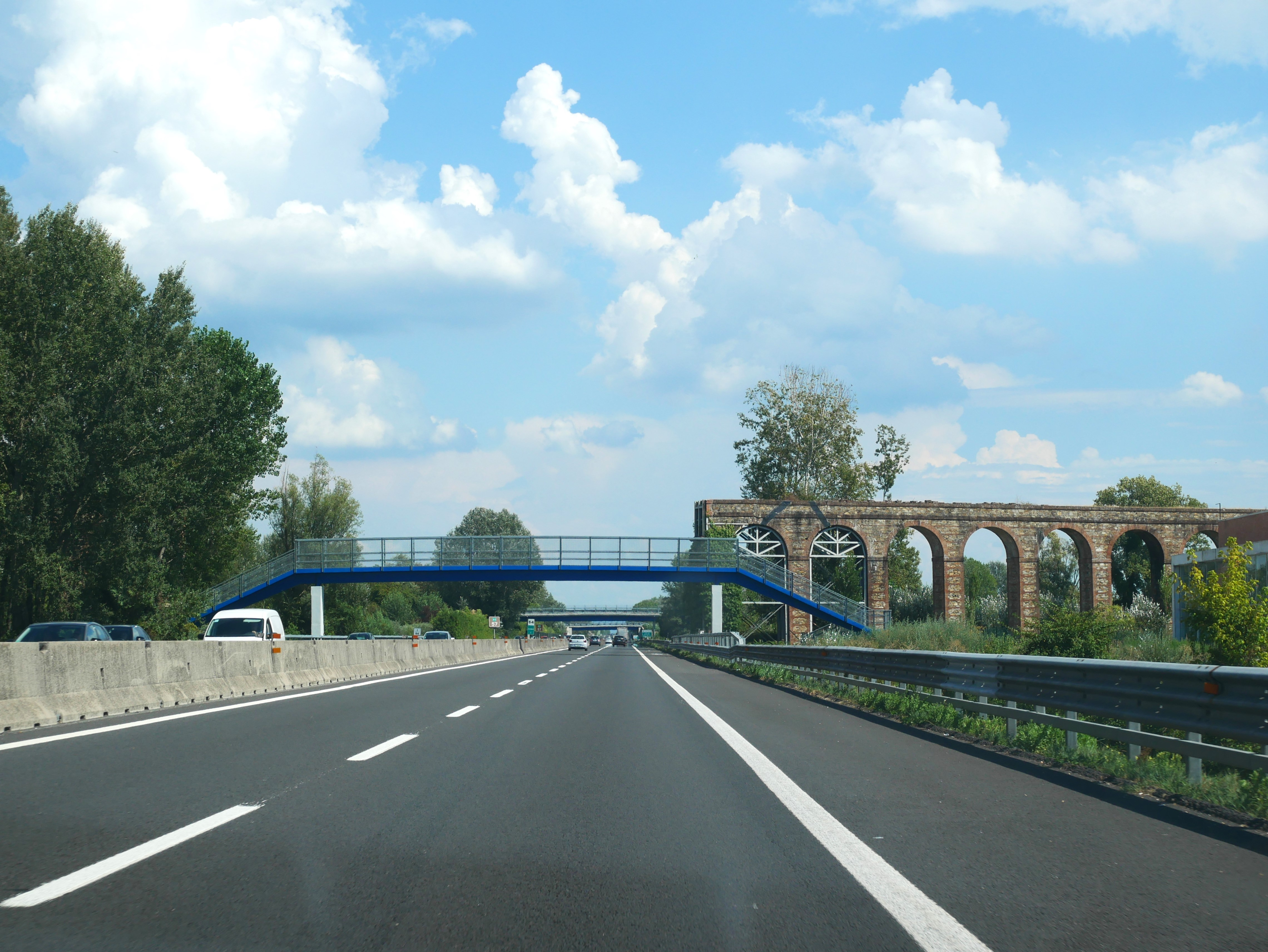
Il tratto di acquedotto interrotto dall'autostrada

Successivamente, nel 1962, fu realizzato il raddoppio della stessa autostrada e così fu deciso di interrompere completamente il tratto già modificato in precedenza. Furono così rasi al suolo altri 5 pilastri (per un totale di 6 pilastri considerando anche quello distrutto durante il periodo fascista). Anche oggi l'acquedotto si presenta infatti interrotto al passaggio dell'autostrada.

## L'acquedotto oggi
Attualmente l'Acquedotto Nottolini, pur rimanendo sostanzialmente intatto dal punto di vista architettonico (ad esclusione dell'interruzione dovuta al passaggio dell'autostrada), non ha più la funzionalità di portare le risorse idriche alla città di Lucca. Le fontane all'interno delle Mura di Lucca, una volta rifornite da questa infrastruttura, sono ora alimentate da una moderna rete idrica interrata a fianco del percorso tracciato da Lorenzo Nottolini, a partire dalle antiche fonti dei Monti Pisani.
L'acquedotto, il Tempietto di Guamo e il Tempietto di San Concordio sono visitabili attraverso i vari percorsi che si snodano all'interno del Parco fluviale del Serchio.

## Itinerari escursionistici
L'acquedotto Nottolini fa parte dell'itinerario escursionistico "Via degli Acquedotti", che collega Pisa a Lucca, attraversando il Monte Pisano, seguendo in parte i tracciati dell'acquedotto Nottilini e dell'Acquedotto Mediceo di Pisa. Il percorso è segnalato ed è lungo circa 23 km, da percorrere di due giorni. Questo itinerario può essere usato come variante della Via Francigena.